# Lo sputtanamento/Silvano
Lo sputtanamento/Silvano è il tredicesimo e ultimo singolo del duo Cochi e Renato, pubblicato il 24 settembre 1978. Il singolo contiene la colonna sonora del film Io tigro, tu tigri, egli tigra.

## Descrizione
Il singolo vede il passaggio di Cochi e Renato dalla sussidiaria Derby, con cui avevano pubblicato tutti i loro dischi a partire dal 1973, alla casa madre, la CGD. Questo è anche l'ultimo disco pubblicato dal duo prima dello scioglimento, avvenuto nello stesso 1978. Il singolo è il solo supporto fonografico pubblicato contenente la colonna sonora, composta da Enzo Jannacci e Piero Umiliani, del film Io tigro, tu tigri, egli tigra, distribuito nello stesso anno, interpretato da Cochi e Renato, scritto dai due assieme, tra gli altri, a Jannacci e codiretto da Renato Pozzetto.
Conseguentemente allo scioglimento del duo successivamente alla pubblicazione di questo singolo, le canzoni in esso contenute, Lo sputtanamento e Silvano (quest'ultima interpretata anche da Enzo Jannacci nel suo album Ci vuole orecchio del 1980), non sono state pubblicate in nessun album e sono state incluse solamente in raccolte molto più tarde. Lo sputtanamento compare infatti in ...Le canzoni intelligenti (2000), Le più belle canzoni di Cochi & Renato (2006), Cochi & Renato (2008) e Playlist (2016). Silvano compare anch'essa in ...Le canzoni intelligenti, Cochi & Renato e Playlist, mentre una nuova versione della canzone è stata registrata per l'album post-reunion del 2007 Finché c'è la salute.
Il disco è stato pubblicato nel 1978 dalla CGD in un'unica edizione, in formato 7", con numero di catalogo CGD 10106.

## Tracce
1. Lo sputtanamento (Enzo Jannacci, Cochi Ponzoni, Renato Pozzetto)
2. Silvano (Enzo Jannacci, Cochi Ponzoni, Renato Pozzetto)

## Crediti
- Cochi Ponzoni - voce
- Renato Pozzetto - voce
- Enzo Jannacci - arrangiamenti, direzione d'orchestra
- Achille Manzotti - produzione

## Edizioni
- 1978 - Lo sputtanamento/Silvano (CGD, CGD 10106, 7")

## Cover
- La canzone Silvano è stata interpretata da Enzo Jannacci nel suo album del 1980 Ci vuole orecchio.